# Pocahontas (Disney)
Pocahontas è la protagonista del film d'animazione Disney Pocahontas, basato sul personaggio di Pocahontas Rolfe. È inserita nell'elenco ufficiale delle  Principesse Disney al settimo posto dopo Jasmine e prima di Mulan ed è l'unica tra esse ad avere più di un amore e ad essere in realtà un personaggio storico. 

## Biografia del personaggio

### Pocahontas(1995)
Pocahontas è una principessa Algonchina, figlia del Capo Powhatan. Viveva la sua vita in modo scherzoso con Nakoma, la sua migliore amica, ma rispettoso nei confronti della natura. Almeno era così prima dell'arrivo degli inglesi, capitanati dal Governatore Ratcliffe, in cerca di oro. Uno di essi, John Smith, si allontana dal gruppo e conosce Pocahontas. Ella all'inizio è un po' spaventata, ma poi inizia a frequentarlo e capisce che quel "viso pallido" è molto amichevole. Comprende il significato di quelle strane parole che usa John, che ad un tratto le chiede se hanno oro. Lei risponde di no, allora John fa ritorno alla base dei minatori inglesi, che lo scherniscono. John, vedendosi rubare la bussola da Meeko, il procione, inizia a parlare di Londra e che ne comprerà un'altra lì. La ragazza si incuriosisce e così John le racconta tutto sulla città e su come miglioreranno le case dei selvaggi, rendendole uguali a quelle di Londra. Pocahontas, sentendosi umiliata, spiega che i veri selvaggi sono gli inglesi, che non rispettano la natura. Un giorno John e Pocahontas, sempre più vicini, e determinati a discutere con Powhatan su una convivenza pacifica fra autoctoni ed inglesi, si baciano: sono però spiati dall'amico di John (Thomas) e da un corteggiatore di Pocahontas (Kocoum). Thomas ha un fucile in mano, che avrebbe usato nel caso John si fosse trovato in difficoltà, ma rimane stupito vedendo il suo amico baciarsi con Pocahontas. Kocoum invece in preda alla gelosia piomba addosso a John per ucciderlo; Thomas allora, spara un colpo dal suo fucile uccidendo Kocoum; questo richiama altri guerrieri indiani. Prima che arrivino John dice a Thomas di fuggire e così i soldati considerano John l'assassino, decidendo di ucciderlo, ma il giorno dopo Pocahontas interviene, spiegando che non è con la violenza che si potrà ottenere un rapporto pacifico con gli inglesi, e che inoltre ella ama John.
Gli inglesi per liberare John si preparano alla battaglia, ma dopo che Pocahontas ha convinto il capo Powhatan a non attaccare, Ratcliffe comunque spara al capo indiano, ferendo però John che si era messo davanti a lui per proteggerlo.
L'equipaggio si rivolta contro il Governatore Ratcliffe, che su ordine di Thomas viene legato, imbavagliato e imprigionato.
I soldati inglesi, anche se hanno ormai ottimi rapporti con i nativi Powhatan, decidono di ritornare alla propria terra almeno per un po' in modo da non essere collegati troppo ai soldati Algonquin così che il re d'Inghilterra si accorgesse di tutto quello che è successo, e per curare adeguatamente John. Pocahontas deve rimanere in Virginia per adempiere ai suoi doveri, così dopo un ultimo bacio e la promessa di essere ognuno al fianco dell'altro, John ferito se ne va sotto gli occhi dispiaciuti di lei.

### Pocahontas II - Viaggio nel nuovo mondo(1998)
Tempo dopo, Smith è creduto morto ed in Virginia arriva un'altra nave di inglesi mandati dal Governatore Ratcliffe. A bordo c'è un marinaio di nome John Rolfe, a cui è stato affidato il compito di portare un indiano in patria. Si dimostra subito scontroso con la protagonista, in particolare in seguito essendosi aspettato un uomo come ambasciatore, ma si fa perdonare portandola in Inghilterra, con la promessa di un trattamento regale e rispettoso. Ella viene aiutata dalla quasi cieca Signora Jenkins, che le procura un elegante abito da sera.
Ratcliffe, per dimostrare che gli indiani sono cattivi, le fa vedere un orso tenuto prigioniero che re Giacomo I ha portato a corte per divertire gli ospiti: Pocahontas si dimostra contraria e arrabbiata e viene messa in prigione. Sarà liberata dai due John, convincerà il re a fermare la nave di Radcliffe, e insieme ai suoi amici riesce ad avere la meglio sul governatore. John Smith ha una nuova nave e invita Pocahontas nei suoi viaggi, ma lei rinuncia perché vuole tornare in America e stare con John Rolfe.

## Caratterizzazione

### Aspetto
Pocahontas è una giovane donna con la pelle color rame, lunghi capelli corvini e scintillanti occhi castano scuro. È alta, snella, atletica e voluttuosa, che spicca immediatamente per la sua prestanza. È anche affascinante, contraddistinta dalla sua grande bellezza.
Pocahontas indossa un abito marrone con maniche a giri, che lascia le gambe scoperte per facilitare i movimenti, ha un tatuaggio rosso sul braccio destro e va in giro a piedi nudi. Porta al collo la collana di pietre verdeazzurre appartenuta alla madre defunta.
Nel secondo film, Pocahontas indossa un abito bianco latte/panna con decori dorati. Le viene messo uno spesso strato di cipria e le vengono raccolti i capelli. Per una volta, la ragazza rinuncia alla sua collana, facendo posto a un pendente dorato.
Pocahontas e buona parte della sua tribù furono raffigurati a piedi nudi nel film, presumibilmente per indicare la loro connessione con la natura. Glen Keane sentiva che la versione finale del personaggio era simile a una versione tribale di Eva e meno sessuale e più atletica di Jessica Rabbit.

### Personalità
Pocahontas è una ragazza gentile e ama la sua terra natale, l'avventura e la natura. È uno spirito libero e si dimostra incredibilmente coraggiosa, come quando si tuffa dalla cascata, oltreché indipendente e giocosa. Altamente spirituale, crede che lo spirito di sua madre la circonda, avendo ereditato la forte volontà e il suo spirito libero. Dimostra una grande saggezza che denota una maturità notevole. Nel film, sembra avere poteri sciamanici da quando è stata in grado di entrare in comunione con la natura, parlare con gli spiriti, entrare in empatia con gli animali e comprendere lingue sconosciute.
È molto affezionata a suo padre, ma non esita a scontrarsi con lui per difendere l'uomo che ama. È molto fiera di essere un'indiana e dimostra un carattere forte e tenace. Quando ha incontrato John Smith, all'inizio non lo apprezza e talvolta litiga con lui, ma col passare del tempo sviluppa sentimenti romantici per lui.
Glen Keane voleva che Pocahontas fosse scritta come una donna sicura di sé. Il produttore del film, Jim Pentacost, ha visto il personaggio come «l'eroina più forte che abbia mai avuto in un film Disney». Ray Adams, presidente degli United Indians of Virginia, ha ritenuto che gli indumenti del personaggio fossero una rappresentazione accurata dell'abbigliamento dei nativi americani e ha commentato che Pocahontas è stata mostrata come «molto bella, molto intelligente e molto affettuosa, come sono i nativi americani. Di solito non siamo ritratti come amorevoli, ma noi coloni non saremmo sopravvissuti ai primi tre inverni se non li avessimo amati e aiutati».
Pocahontas è stata identificata come un personaggio femminista che si oppone alle opinioni di suo padre nel suo rifiuto di sposare l'uomo che suo padre vuole che lei sposi. Megan Condis, assistente professore di inglese alla Stephen F. Austin State University, ha affermato che rispetto alle precedenti Principesse Disney «Pocahontas era decisamente un tipo di personaggio molto diverso in quanto non è definita dalle relazioni sentimentali ed è molto più attiva. Inoltre, è una delle prime principesse ad assumere effettivamente un ruolo attivo nel governo». Sophie Gilbert di The Atlantic ha affermato che nella sua creazione «la Disney aveva, per la prima volta, fornito un'eroina indipendente e senza paura con un forte senso di sé», e ha notato che a differenza di Biancaneve o Cenerentola, Pocahontas è in grado di trovare la felicità al di fuori del matrimonio. Lauren Vino di MTV ha notato che Pocahontas non è una damigella in pericolo, poiché salva la vita a Smith piuttosto che viceversa.

### Alleati
I suoi amici particolarmente affezionati sono: il procione Meeko (poco rispettoso delle cose di John, per esempio della sua bussola), il colibrì verde Flit e Nonna Salice, lo spirito di un albero che consiglia alla protagonista cosa fare o i metodi di concentrazione fisica e mentale. Come Mulan, Pocahontas porta rispetto per i suoi antenati e genitori (a differenza di Mulan, ha solo il padre in vita).

## Accoglienza
Lauren Vino di MTV ha considerato Pocahontas la migliore di tutte le principesse Disney. Peter Stack del San Francisco Chronicle ha elogiato la storia d'amore tra Pocahontas e Smith, scrivendo che "i loro incontri segreti vicino a un ruscello, i loro sguardi incerti ma incantati, il loro primo bacio - sono a dir poco accattivanti". Owen Gleiberman di Entertainment Weekly ha affermato che il personaggio e John Smith sono "generici". Peter Travers di Rolling Stone si è lamentato del fatto che "è così impegnata nel tentativo di insegnare a John di proteggere lo spirito della terra, che non ha quasi tempo per il romanticismo".

## Altri media
- È la protagonista della fase notturna dello spettacolo pirotecnico Fantasmic! della Disney's Hollywood Studios.
- Appare in cameo in numerosi episodi della serie televisiva House of Mouse - Il Topoclub ma senza alcun dialogo.
- Appare ogni giorno a Walt Disney Parks and Resorts per incontrare e salutare i turisti. Lei e Meeko sono i personaggi di Pocahontas che si incontrano più facilmente.
- Lei e John Smith appaiono sulla barca di Disney Cruise Line - La mostra Mickeys d'Oro mentre salutano i visitatori.
- Pocahontas, Meeko e Flit appaiono in cameo in It's a Small World nella versione di Disneyland Hong Kong.
- Aveva il suo show dal titolo Pocahontas e i suoi amici della foresta a Disney's Animal Kingdom, che si è svolto dal 1998 al 2008.
- Nel film Ralph spacca Internet (2018) Vanellope incontra diverse principesse Disney all'interno del sito Oh My Disney, tra cui Pocahontas. Qui ha fatto amicizia con le altre principesse Disney. Le principesse faranno amicizia con Vanellope facendole capire che deve cercare la sua felicità. Con le loro abilità salveranno Ralph mentre sta precipitando nel vuoto.

## Nelle altre lingue
- Brasiliano e Portoghese - Pocahontas
- Bulgaro - Покахонтас
- Danese - Pocahontas
- Finlandese - Pocahontas
- Francese - Pocahontas
- Inglese - Pocahontas
- Italiano - Pocahontas
- Norvegese - Pocahontas
- Olandese - Pocahontas
- Polacco - Pocahontas
- Russo - Покахонтас
- Svedese - Pocahontas
- Tedesco - Pocahontas[13]